# Smicromyrme rufipes
Smicromyrme rufipes är en stekelart som först beskrevs av Fabricius 1787.  Smicromyrme rufipes ingår i släktet Smicromyrme, och familjen sammetssteklar. Arten är reproducerande i Sverige.